# Renato Armellini
Renato Armellini (1930 – Porto Santo Stefano, 18 agosto 1993) è stato un imprenditore italiano, protagonista soprattutto a Roma del boom edilizio degli anni sessanta del XX secolo.
Definito spesso il re del mattone fu a capo di numerose imprese edili attraverso le quali costruì migliaia di abitazioni, prevalentemente dedicate all'edilizia residenziale pubblica, concentrate soprattutto a Roma, Pomezia e Monte Argentario.

## Biografia
Nato in una famiglia di origine marchigiana iniziò fin da subito a lavorare insieme al padre Annibale nel settore edile. Si diplomò come geometra ma fu spesso definito ingegnere.
Iniziò la sua ascesa nel settore negli anni sessanta attraverso la realizzazione di numerosi palazzi a Roma nelle zone di Magliana, Ostia (poi divenute note come "case di sabbia" o "case di ricotta"), Tuscolano e Aurelio. Fu al centro di numerose inchieste la prima delle quali scattò negli anni '70 per la morte di un operaio, per la quale fu condannato e poi rilasciato nel 1974. Seguì nello stesso anno uno scandalo legato ad un complesso edilizio edificato in via Andrea Mantegna, in zona Tor Marancia, su un terreno di proprietà comunale. Dopo diversi ritardi e presunti sabotaggi da parte della ditta guidata da Armellini iniziarono nel marzo 1975 i lavori di abbattimento del complesso edilizio ma successivamente la demolizione fu interrotta dopo il pagamento di una multa pari a circa 7,5 miliardi di lire. Sempre nel 1974 un gruppo di ignoti tentò di rapire la figlia Angiola davanti scuola ma la giovane riuscì a mettere in fuga gli assalitori.
Fu arrestato poi nel 1977 per bancarotta fraudolenta, venendo rilasciato poco dopo per "mancanza di allarme sociale", e nuovamente nel 1978 per aggiotaggio e poi nel 1979 per lottizzazioni abusive a Pomezia.
Il 14 febbraio 1980 fu rapito dai suoi uffici nel quartiere Europa di Roma da una banda presumibilmente legata alla 'ndrangheta o a Cosa nostra e fu richiesto, secondo la stampa, un riscatto di almeno 10 miliardi di lire. La famiglia denunciò il rapimento ad un mese di distanza e nel frattempo Armellini fu traslato in Calabria e poi rilasciato il successivo 5 novembre nei pressi di Palmi. Le indagini riguardanti il suo sequestro erano progredite dopo l'arresto di Antonio Buscetta, figlio di Tommaso, ad agosto dello stesso anno mentre stava incassando parte del riscatto del rapimento di Armellini.
Successivamente nel giugno 1993 un altro gruppo di malviventi fece irruzione nella sua villa di via Marocco nel quartiere Europa e sequestrò per circa un'ora Renato insieme alla moglie, ai figli Pierannibale e Alessandra e a due domestiche; il gruppo lasciò poi la villa con gioielli e orologi. Un paio di mesi dopo mentre era in vacanza a Porto Santo Stefano fu colto da un infarto miocardico e da un conseguente edema polmonare mentre stava nuotando, morendo sul colpo. Nel 2003 è nata, in suo onore, la Fondazione Renato Armellini, attiva nel settore edile.

## Controversie

### Processo Sporting
Nel 1987 vengono aperte delle indagini riguardanti il residence Sporting, all'interno del quale il comune di Roma e il Ministero dell'interno alloggiavano migliaia di persone, perlopiù immigrati, sfrattati e rifugiati politici. Rinviato a giudizio per abuso d'ufficio in concorso con la moglie Laura Romaldini, cointestataria dell'edificio, Angelina Baldi, viceprefetto ispettore del Ministero, e Sirio Castrucci, ex assessore comunale della Democrazia Cristiana all'ufficio speciale per la casa. Secondo l'accusa i coniugi avrebbero ricevuto da comune e ministero una serie di convenzioni ed autorizzazioni nonostante l'edificio fosse stato dichiarato in parte inabitabile per violazione delle norme edilizie ed igienico-sanitarie. Per tale vicenda è stato condannato ad un anno e sei mesi di reclusione.

## Vita privata
Si sposò con Laura Romaldini ed ebbe quattro figli: Pier Annibale, Francesca, Alessandra, Angiola (talvolta menzionata come Angela).